# ایلیه دومیترسکو
ایلیه دومیترسکو (رومانیایی: Ilie Dumitrescu؛ زادهٔ ۶ ژانویهٔ ۱۹۶۹) یک بازیکن فوتبال اهل رومانی است.
از باشگاه‌هایی که در آن بازی کرده‌است می‌توان به استوا بخارست، باشگاه فوتبال تاتنهام هاتسپر، باشگاه فوتبال وستهام یونایتد، و باشگاه فوتبال سویا اشاره کرد.
وی همچنین در تیم ملی فوتبال رومانی بازی کرده‌است.